# Hello Kitty (singolo)
Hello Kitty è un singolo della cantautrice canadese Avril Lavigne, il quarto estratto dal quinto album in studio della cantante, l'omonimo Avril Lavigne, pubblicato il 24 aprile 2014. Inizialmente pensato solo come singolo asiatico, Hello Kitty venne successivamente pubblicato internazionalmente.

## Descrizione
Tre mesi dopo l'uscita di Goodbye Lullaby, avvenuta nel 2011, la cantante annunciò di aver cominciato a lavorare al suo quinto album in studio, avendo già scritto per esso otto canzoni. A proposito di Hello Kitty, la cantante ne dichiarò la registrazione in un'ulteriore intervista, affermando che sarebbe stato l'unico pezzo dell'album a possedere sonorità elettroniche.
Il brano è l'unico dell'album ad avvicinarsi a sonorità elettroniche piuttosto che a pop e rock. Lavigne ha detto di aver scritto questo brano principalmente per i suoi fan asiatici, in quanto Hello Kitty è una vera icona della cultura nipponica, e che nasce dalla mania della cantante per il cartone animato. La canzone è stata scritta dall'allora marito della cantante Chad Kroeger, David Hodges e Martin Johnson, mentre è stata prodotta da Kroeger e Hodges, in collaborazione degli assistenti Brandon Paddock e Kyle Moorman.

## Accoglienza
In occidente la canzone venne pesantemente criticata da molti siti e riviste, specie da Billboard. Alcuni hanno accusato di razzismo Lavigne stessa, che si è difesa su Twitter scrivendo: «Razzista io? Che ridere! Io amo la cultura giapponese e passo metà del mio tempo in Giappone. Ho preso l'aereo e sono andata a Tokyo per girare questo video appositamente per i miei fan giapponesi, con la mia etichetta giapponese, coreografi giapponesi e un regista giapponese». Nonostante le critiche, il video è stato largamente apprezzato e lodato dai fan giapponesi.

## Video musicale
Il video musicale per il brano è stato girato a Tokyo,  capitale giapponese, ed è stato pubblicato sul sito web ufficiale della cantante il 21 aprile 2014. A causa delle forti critiche, è stato rimosso da YouTube, anche se un portavoce ufficiale ha dichiarato di non esser mai stato pubblicato nel sito; comunque esso è stato ricarito sul canale Vevo ufficiale della cantante a partite dal 23 aprile dello stesso anno. Poiché è stato visualizzato più di 100 milioni di volte, ha ottenuto la Vevo Certified il giorno 1º dicembre 2015.

### Sinossi
La maggior parte del videoclip è incentrata sulla cantante che, assieme a quattro donne giapponesi vestite in modo identico alle sue spalle, esegue passi di danza prima in una camera da letto, poi in un negozio di caramelle, ed infine in una strada. In esso la cantante opera diverse azioni: suona una chitarra indossando degli occhiali, mangia del sushi, saluta ammiratori e fan e scatta una singola fotografia, mentre veste un tutù rosa coperto da dolcetti tridimensionali e dei guanti.

### Recensioni
Così come la canzone, anche il video musicale ha riscontrato critiche generalmente negative, venendo deriso pesantemente anche in questo caso principalmente dal mondo occidentale e in particolare da Billboard, la quale si  è soffermata nel sottolineare la staticità e la "pigrizia" della cantante. The Independent ha affermato che "il video farà sanguinare gli occhi e le orecchie di chi lo guarda", mentre Alexa Camp da Slant Magazine ha accusato la cantante di aver portato la sua "appropriazione indebita", simbolo chiave della cultura giapponese, a livelli imbarazzanti. Nobuyuki Hayashi, esperto di tecnologia e opinionista degli avvenimenti mediatici con sede a Tokyo, ha affermato che il popolo giapponese ha espresso diversi consensi riguardo al video, pertanto coloro che hanno accusato Avril Lavigne di razzismo non sono giapponesi.

## Successo commerciale
Hello Kitty ha debuttato alla 84ª posizione in Corea del Sud, mentre nella stessa settimana ha raggiunto la numero 70 nella graduatoria riservata ai download internazionali grazie ad una vendita di 4 038 copie. Il singolo è riuscito anche a presentarsi, seppur per una sola settimana, nella Billboard Hot 100 statunitense, arrivando al 75º posto, grazie alla popolarità del video. Il brano ha restituito alla cantante il suo più alto debutto in classifica nella graduatoria riservata allo streaming, debuttando alla numero 14 (ha superato così anche Here's to Never Growing Up che si era presentato alla numero 26 nella classifica di maggio dell'anno precedente). Nell'ultimo week-end di aprile, il brano ha generato una vendita di 5 000 download, secondo Nielsen SoundScan. In Giappone, il singolo ha raggiunto l'ottantaduesima posizione nella settimana culminante il 12 maggio 2014.

## Classifiche
| Classifica (2014) | Posizione massima |
| ----------------- | ----------------- |
| Corea del Sud     | 70                |
| Canada            | 50                |
| Giappone          | 82                |
| Stati Uniti       | 75                |